# ماريانا زوفيك
ماريانا زوفيك (من مواليد 18 أكتوبر 1974) سياسية أرجنتينية. هي حاليا عضو في مجلس النواب. وهي أيضًا عضوة في برلمان ميركوسور عن الأرجنتين، وتمثل كتلة معا من أجل التغيير كنائب رئيس حزب التحالف المدني.

## الحياة الشخصية
ولدت ماريانا في ريو جاليجوس سانتا كروز عام 1974. والدها أنجيل ميغيل زوفيتك كان عازف بيانو ورجل أعمال كان يترأس غرفة التجارة في مقاطعة سانتا كروز. التحقت بالمدارس الابتدائية والثانوية العامة في سانتا كروز قبل التسجيل في جامعة بومبيو فابرا في برشلونة لدراسة العلوم السياسية. عاشت هي ورجل الأعمال الأرجنتيني وسناتور سانتا كروز إدواردو راؤول كوستا معًا كشريكين رومانسيين لمدة 12 عامًا قبل الانفصال في عام 2019، وأشارت إلى «العنف الاقتصادي» باعتباره السبب. لديهم طفلان. على الرغم من الإشارة إليها على أنها زوجة كوستا إلا أنها قالت إنها لم تكن متزوجة. في مقابلة ادعت أن عائلتها تعرضت للتنمر من قبل الرئيسين السابقين نيستور كيرشنر وزوجته كريستينا فرنانديز دي كيرشنر، لدرجة أن والدها الذي انتحر في عام 2019 أصيب بالصمم بعد شجار مع نيستور.

## الحياة السياسية

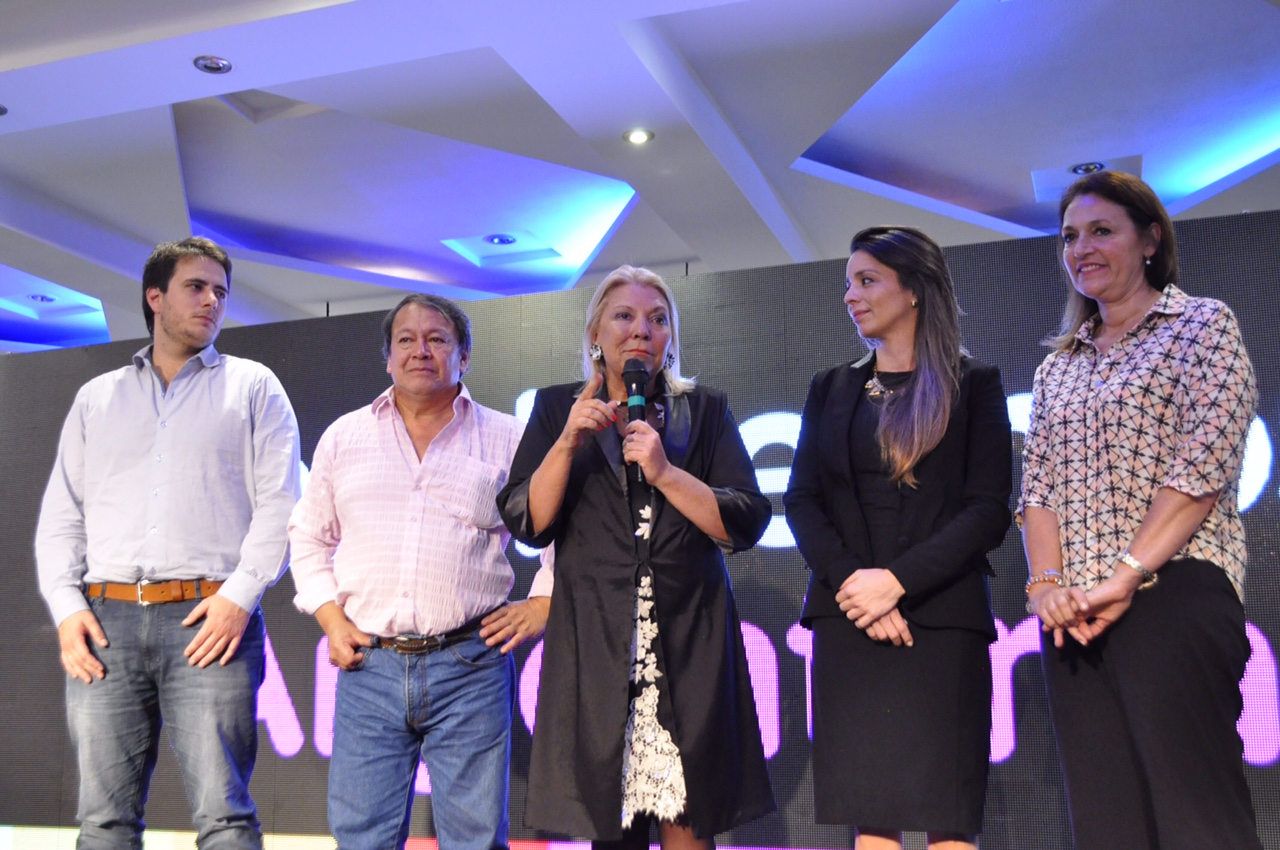
المرشحون هيرنان رييس وهيكتور فلوريس وإليسا كاريو وماريانا زوفيك ومارسيلا كامباجنولي

دخل زوفيك السياسة في عام 2007، وبمساعدة زعيم التحالف المدني إليسا كاريو، أسسا فصيل سانتا كروز للحزب لتقديم بديل لحكم نيستور كيرشنر الفاسد، الذي حكم المقاطعة لأكثر من عقدين.
أمضت الكثير من حياتها المهنية في الكشف عن فساد عائلة كيرشنر في موطنها سانتا كروز. في عام 2018 نشرت كتابها الأول الأصل: تاريخ حميم لعمل نيستور وكريستينا كيرشنر كسياسيين في سانتا كروز، حيث كشفت عن «الدمار المؤسسي والتحلل الاجتماعي والفساد» التي أوقعها الزوجان الرئاسيان على موطنها سانتا كروز في رواية ضمير المتكلم.
هي صديقة مقربة للنائبة الأرجنتينية إليسا كاريو، التي قالت زوفيك إنها كانت مؤثرة في السنوات التكوينية من حياتها المهنية السياسية.